# アイオープラザ
アイオープラザは北海道札幌市北区に存在したパソコンショップ。
1991年（平成3年）3月16日開店、創業者は藤居弘随、その後南区、厚別区にも店舗を出店。1993年（平成5年）お店に集まった仲間がゲーム開発を始める、名前は「フラットインターナショナル」後の「株式会社クラフトワークス」である。
初めは個人経営だったが、1996年「有限会社テラ・グラン」に移行、しかし経営不振に陥り、1998年（平成10年）「株式会社サイド企画」に吸収合併、事実上の倒産だったが、PC事業部として白石区に移転、2003年頃東区東苗穂に再度移転、その後2005年（平成17年）「有限会社アフェス」にPC事業部を譲渡、2008年（平成20年）白石区南郷通11丁目に移転、2012年（平成24年）中央区に移転し店舗は消滅したが、ウェブサイト上で営業している。なお原画・彩色部門は「無月庭」として営業を続けている。